# Джелато
Джелато, также желато (итал. gelato — мороженое, от лат. gelātus — замороженный) — итальянский замороженный десерт из свежего коровьего молока и сахара, с добавлением ягод, орехов, шоколада и свежих фруктов.
Джелато, в отличие от обычного мороженого, содержит только молочные жиры: в оригинальном джелато не могут использоваться заменители молочного жира. Жирность джелато, как и промышленного мороженого, определяется процентом молочного жира в составе, поэтому джелато тоже может быть: молочным, сливочным и пломбиром. При этом в джелато больше сахара.
Это мороженое кремообразное, нежное и плотное по текстуре, оно медленно тает из-за малого содержания в нём воздуха (около 25%, в то время как в традиционном мороженом содержится чуть больше 52% воздуха).

Настоящее джелато не выпускается промышленным способом: мастера (джелатьере) трудятся над ним в специальных заведениях (джелатериях) и подают мороженое сразу после его приготовления. У каждого мастера джелато получается оригинальным, с собственным вкусом и запахом.

## История
История джелато берет своё начало с замороженных десертов древнего Рима, Египта и Италии, которые делали из снега, собранного с горных вершин. 

Позже, в 1565 году, флорентийский известный архитектор и скульптор Бернардо Буонталенти, увлекавшийся и кулинарией, изобрел первую в мире мороженицу: медный котел, в котором перемешивались ингредиенты, помещенный в деревянную кадку со льдом и солью. Буонталенти сумел приготовить смесь, похожую на ту, что известна нам. Своё мороженое Буонталенти готовил на основе сабайона и фруктов, оно имело шумный успех и стало прообразом знаменитого «флорентийского крема» или «мороженого Буонталенти». Буонталенти представил это изобретение Екатерине Медичи, которая привезла его и сам рецепт приготовления мороженого во Францию. 

Самая первая джелатерия — Giolitti — на Via Uffici del Vicario открылась ещё в 1900 году. Она существует до сих пор и её посетил Папа Римский Иоанн Павел II.

Популярность джелато особенно возросла в 1920-1930-х годах, когда в северном итальянском городе Варесе изобрели первую тележку-холодильник для мороженого.

Сейчас в производстве ручного мороженого джелато занято более 15000 работников, преимущественно итальянцев.

## Производство
Процесс состоит в нагревании ингредиентов до 85 °C для пастеризации. Затем температуру опускают до 5 °C и компоненты смешивают до желаемой текстуры.
В ходе заморозки, ингредиенты смешиваются и отправляются обратно в морозильную камеру.
В процессе «спринт»  молоко или вода добавляются к остальным ингредиентам, который затем смешивается и отправляется в морозильную камеру.
Как и в других видах мороженого, сахар в джелато предотвращает его замерзание в твердой форме, связываясь с водой и препятствуя нормальному образованию кристаллов льда. Это создает меньшие по размеру кристаллы льда и приводит к гладкой текстуре мороженого.

## Виды джелато
Самые популярные виды джелато — gelato alla crema di latte (мороженое с молочным кремом), gelato al latte (молочное мороженое) и gelato di frutta (мороженое с фруктами). Среди самых известных вкусов — сливочное мороженое «Фьордилатте», шоколадное и шоколадное с орехами, которое часто называют джелато «Бачо» — «Поцелуй», сливочное мороженое с кусочками шоколада «Страччателла» и джелато «Торроне» с жареным миндалем в сахаре и в меде.

## Джелатерии
Джелатерии — специальные заведения, в которых трудятся мастера джелато и где можно купить свежее, только что приготовленное мороженое. Сегодня одной из лучших джелатерий в мире считается San Crispino на Via della Panetteria, 42 . В этом заведении огромный выбор мороженого, фирменный вкус — фисташковый.

## Gelato University
В 2003 году в Болонье, производителем машин для мороженого Карпиджиани (Carpigiani), был открыт специальный университет Gelato University с целью обучения студентов со всего мира искусству приготовления настоящего итальянского мороженого. Популярность этого учебного заведения растет с каждым годом: сейчас университет насчитывает более 12000 студентов.

## Интересные факты
Джелато делают не только из ягод, орехов и фруктов, а также из базилика, оливкового масла, сыра и даже из красного вина.